# زهره جویا
زهره جویا آوازخوان موسیقی سنتی ایرانی است.

## زندگی
زهره جویا از پدری هراتی و مادری مشهدی در مشهد متولد شد. در هنر آوازخوانی خانم جویا، نه تنها تأثیر این دو فرهنگ، بلکه رد پای موسیقی اروپایی نیز بسیار برجسته می‌باشد. زهره جویا مدرسه را در ایران به پایان رسانده و برای آموختن موسیقی به اروپا رفت و تحصیلات عالی اش را دراین رشته در آمستردام و بعداً در دانشسرای هنرهای زیبای وین – اتریش – به پایان رسانده‌است و در رشته «اپرا» فوق لیسانس گرفته‌است.
جویا با اجرای کنسرت‌هایش، نه تنها درعرصه‌های موسیقی ایرانی و افغانی هنرنمایی کرده‌است، بلکه دراجرای اپراها درکشورهای غربی نیز از محبوبیت خاصی برخوردار گشته‌است. زهره جویا، پیوسته با هنرش به موسسات خیریه و نهادهایی که برای تأمین حقوق زنان تلاش می‌ورزند مددکاری نموده‌است. وی با فعالیت‌های هنریش، با گروه‌های نیکوکاری به ویژه سازمان‌های خارج از کشور که برای حقوق زن در افغانستان فعالیت دارند، کمک و همکاری دارد.

## آثار
زهره جویا در کارهایی از پرویز ممنون با قصه‌خوانی و آواز، آثار بزرگان ادب فارسی را به اروپاییان معرفی کرده‌است. این قطعات شامل فرهاد و شیرینِ نظامی گنجوی، شاهزاده خانم از هفت‌پیکر، قصه‌خوانی برای بچه‌ها از کلیله و دمنه و شهرزاد از هزار و یک شب است. زهره جویا در دو آلبوم شب‌های ایران با تنظیمِ سعید فرج‌پوری ترانه‌های بومی ایران را با لهجه‌های گوناگون می‌خواند.